# 원천군 (이의)
원천군 이의(原川君 李宜, 1423년 ~ 1476년 3월)는 조선의 왕족 종실이며 성녕대군 이종의 양차자(養次子)이다.

## 생애

### 일생
그의 본관(관향)은 전주(全州)이고 생부는 효령대군 이보이며 효령대군 이보의 적6남(嫡六男)으로 출생한 그는 1460년 성녕대군 이종의 양자(養子)로 출계하였다. 처음 원천윤(原川尹)으로 책봉되었으며 1459년에 승헌대부(承憲大夫)에 1460년에 가덕대부 원천경 (嘉德大夫原川卿)에 봉하였으며 1466년에 다시 원천군(原川君)에 봉하였다. 원천군은 천성(天性)이 총명온아 하시고 재학을 겸비 하였으며 지행이 단정 하였으나 1476년 5월 24일 54세로 졸하였다.

## 같이 보기
- 원천군 이휘
- 성녕대군(양부)
- 효령대군(생부)
- 안평대군(양형)